# Pemphigus groenlandicus
Pemphigus groenlandicus är en insektsart. Pemphigus groenlandicus ingår i släktet Pemphigus och familjen långrörsbladlöss.

## Underarter
Arten delas in i följande underarter:
- P. g. groenlandicus
- P. g. crassicornis